# ISO 3166-2:SO
ISO 3166-2:SO – kody ISO 3166-2 dla podjednostek administracyjnych Somalii.
Kody ISO 3166-2 to część standardu ISO 3166 publikowanego przez Międzynarodową Organizację Normalizacyjną. Kody te są przypisywane głównym jednostkom podziału administracyjnego, takim jak np. województwa czy stany, każdego kraju posiadającego kod w standardzie ISO 3166-1.
Aktualnie (2019) dla Somalii zdefiniowano kody dla 18 regionów administracyjnych.
Pierwsza część oznaczenia to kod Somalii zgodnie z ISO 3166-1, natomiast druga część oznaczenia znajdująca się po myślniku to dwuliterowy kod jednostki administracyjnej.

## Kody ISO
| Kod ISO | Nazwa jednostki administracyjnej | Nazwa jednostki administracyjnej w języku arabskim | Rodzaj jednostki administracyjnej |
| ------- | -------------------------------- | -------------------------------------------------- | --------------------------------- |
| SO-AW   | Awdal                            | عدل                                                | region administracyjny            |
| SO-BK   | Bakool                           | باكول                                              | region administracyjny            |
| SO-BN   | Banaadir                         | بنادر                                              | region administracyjny            |
| SO-BR   | Bari                             | باري                                               | region administracyjny            |
| SO-BY   | Bay                              | باي                                                | region administracyjny            |
| SO-GA   | Galguduud                        | جلجدود                                             | region administracyjny            |
| SO-GE   | Gedo                             | جوبا الوسطى                                        | region administracyjny            |
| SO-HI   | Hiiraan                          | هيران                                              | region administracyjny            |
| SO-JD   | Dżuba Środkowa                   | جوبا الأوسط                                        | region administracyjny            |
| SO-JH   | Dżuba Dolna                      | جوبا السفلى                                        | region administracyjny            |
| SO-MU   | Mudug                            | مدق                                                | region administracyjny            |
| SO-NU   | Nugaal                           | نوغال                                              | region administracyjny            |
| SO-SA   | Sanaag                           | سناج                                               | region administracyjny            |
| SO-SD   | Shabeellaha Dhexe                | شبيلي الوسطى                                       | region administracyjny            |
| SO-SH   | Shabeellaha Hoose                | شبيلي السفلى                                       | region administracyjny            |
| SO-SO   | Sool                             | سول                                                | region administracyjny            |
| SO-TO   | Togdheer                         | تُوجدَير                                             | region administracyjny            |
| SO-WO   | Woqooyi Galbeed                  | وقويي جالبيد                                       | region administracyjny            |